# Melanophyllaceae
Classification APG II (2003)
Famille
Classification APG III (2009)
Les Melanophyllaceae (ou Mélanophyllacées) sont une famille de plantes à fleurs dicotylédones de l'ordre des Apiales. Ce sont des petits arbres ou des arbustes, à feuilles alternes noircissantes, originaires de Madagascar.

## Étymologie
Le nom vient du genre Melanophylla, dérivé du grec μελανία / melania « noir ; encre » et φύλλο / phyllo, feuille.

## Classification
En classification phylogénétique APG (1998) et classification phylogénétique APG II (2003), c'est une petite famille qui comprend 8 espèces du genre Melanophylla (en).
Le Angiosperm Phylogeny Website [20 décembre 2006] n'accepte pas cette famille et inclut cette plante dans les Torricelliacées.
Classiquement ces plantes sont incluses dans les Cornacées.
En classification phylogénétique APG III (2009), cette famille est invalide et ses genres sont incorporés dans la famille Torricelliaceae.